# Тримата идиоти
„Тримата идиоти“ (на хинди: ३ इडियट्स) е индийски трагикомичен филм от 2009 година на режисьора Раджкумар Хирани по негов сценарий в съавторство с Абхиджат Джоши, базиран на романа „Five Point Someone: What not to do at IIT!“ от Четан Бхагат.
В центъра на сюжета са група студенти в елитно техническо училище, които се сблъскват с формалните и фокусирани върху състезателността методи на преподаване. Главните роли се изпълняват от Аамир Хан, Мадхаван, Шарман Джоши, Карина Капур.
„Тримата идиоти“ има голям търговски успех, превръщайки се в най-продавания дотогава индийски филм.